# Jaunjelgava kommun
Jaunjelgava kommun (lettiska: Jaunjelgavas novads) var en kommun i Lettland. Den låg i den centrala delen av landet, 90 km sydost om huvudstaden Riga. Antalet invånare var 6 543. Arean var 685 kvadratkilometer.
2021 slogs kommunen samman med Aizkraukle kommun.
Följande samhällen finns i Jaunjelgavas novads:
- Jaunjelgava